# 顧綬
顧綬（1528年—？），字子印，號近湖，山東東昌府臨清州民籍直隸蘇州府吳縣人，明朝政治人物。

## 生平
山東鄉試第四十三名舉人。嘉靖四十四年（1565年）中式乙丑科會試第三百十一名，三甲第二百零九名進士。都察院观政，本年十二月授真定知县，隆慶三年（1569年）四月行取，闰六月升刑部主事，五年七月调兵部，六年正月升员外，七月升郎中，万历二年（1574年）二月升顺德知府，五年正月降用，卒。

## 家族
曾祖顧孟庸；祖父顧彛；父顧景明，累赠郎中。嫡母沈氏，累赠宜人；生母曾氏。女婿于高岡，御史于有年子。